# Michael Philipp Boumann
Michael Philipp Boumann, född 22 april 1747 i Potsdam, död 2 augusti 1803 i Berlin, var en tysk byggmästare, huvudsakligen verksam vid det preussiska hovet. 

## Biografi
Boumann var son till den från Nederländerna invandrade byggmästaren Jan Bouman (tyska: Johann Boumann) och bror till byggmästaren och artilleriofficeren Georg Friedrich von Boumann.
År 1763 började han som byggmästare vid det dåvarande Baukomptoir, sedermera Hofbauamt i Berlin. Från 1767 till 1770 ledde han byggnadsarbeten i bland annat Quedlinburg och utnämndes 1770 av prinsessan Anna Amalia av Preussen, furstabbedissa av Quedlinburg, till bygginspektör. Från 1771 assisterade han sin far vid hovet och blev 1777 utsedd till assessor vid överbyggdepartementet, men förblev också anställd vid hovbyggnadsämbetet. År 1778 utsågs han till överbyggnadsråd och 1787 till geheimeöverbyggnadsråd. År 1794 övertog han ledningen för överbyggnadsdepartementet som geheimeöverfinansråd och överhovbyggnadsintendent.
Han var en av grundarna till Bauakademie i Berlin och var en av de ledande medlemmarna av Berlins frimurarloge. I denna roll kom han att 1797 att medverka i utarbetandet av en ny grundförfattning för frimureriet i de tyska furstendömena. Sedermera kom därför 1867 en stiftelse att uppkallas efter honom till minne av hans gärningar.
Gatan Boumannstrasse i Berlinstadsdelen Reinickendorf är uppkallad efter honom.

## Byggnadsverk i urval
- 1767 Ombyggnad av prinsessan Anna Amalias palats vid Unter den Linden, Berlin, som assistent till fadern Jan Bouman (på platsen för Ryska ambassaden, idag rivet).
- 1786 Schloss Bellevue i Tiergarten, Berlin.
- 1788–1793 Palais Lichtenau i Charlottenburg, Berlin (rivet 1871).
- 1792–1794 Palais Goerne/Lichtenau vid Unter den Linden, Berlin (idag rivet).
- 1793–1794 Pfaueninsels slott, Berlin.
- 1793–1795 Schauspielhaus, Potsdam (möjligen efter ritning av Carl Gotthard Langhans, idag rivet)
- 1796–1797 Palais Lichtenau, Potsdam.
- 1797 utbyggnad av envånings sidoflyglar till Marmorpalais, Potsdam.

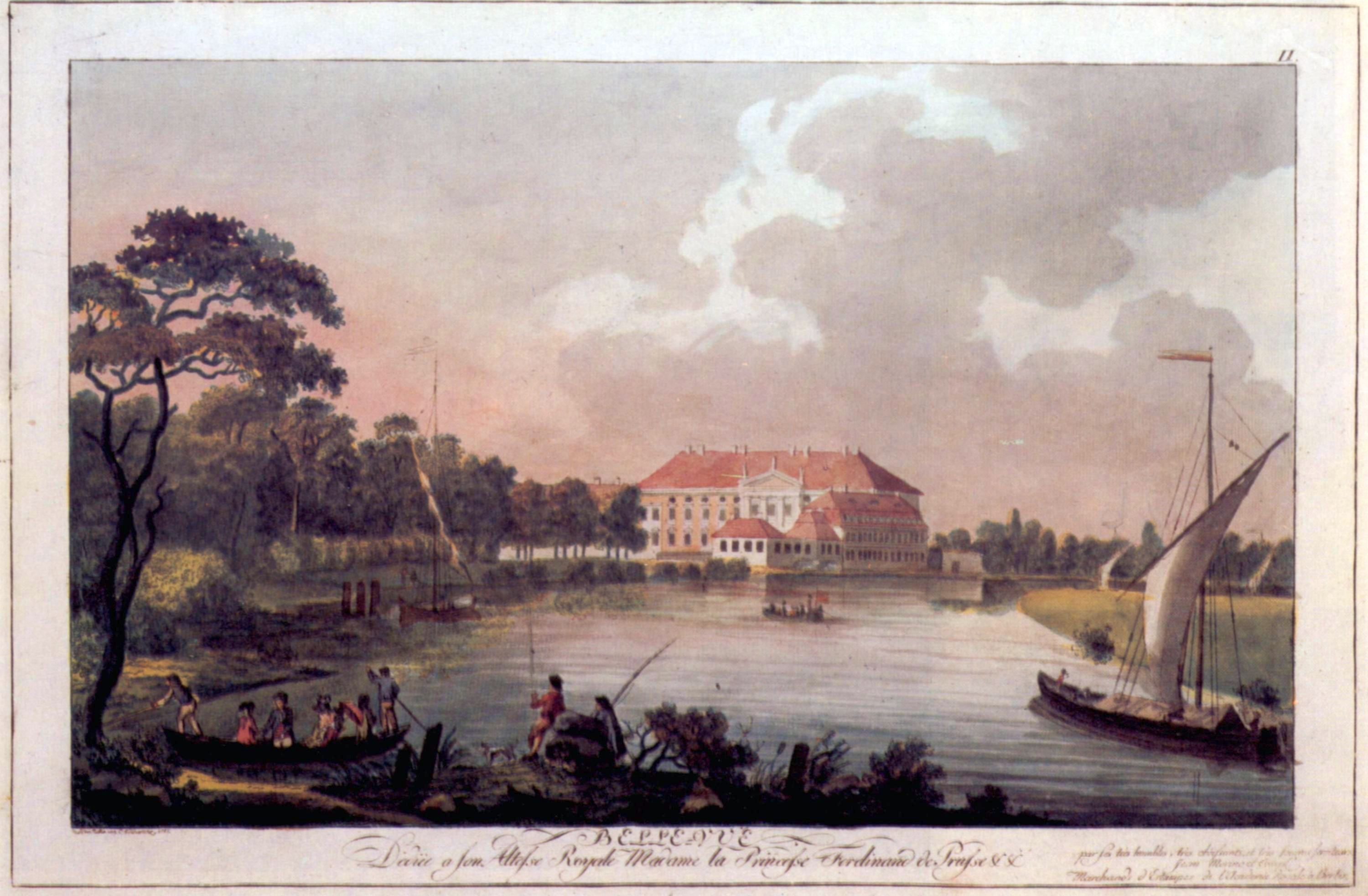
Schloss Bellevue, 1797.
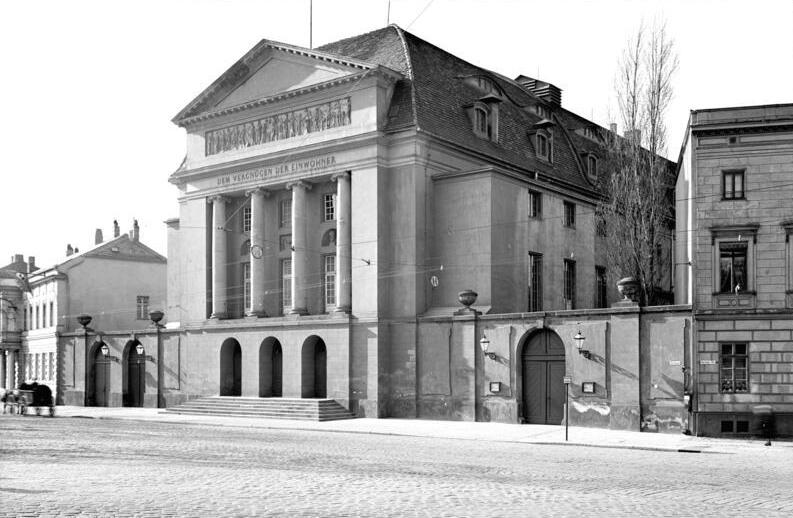
Schauspielhaus i Potsdam
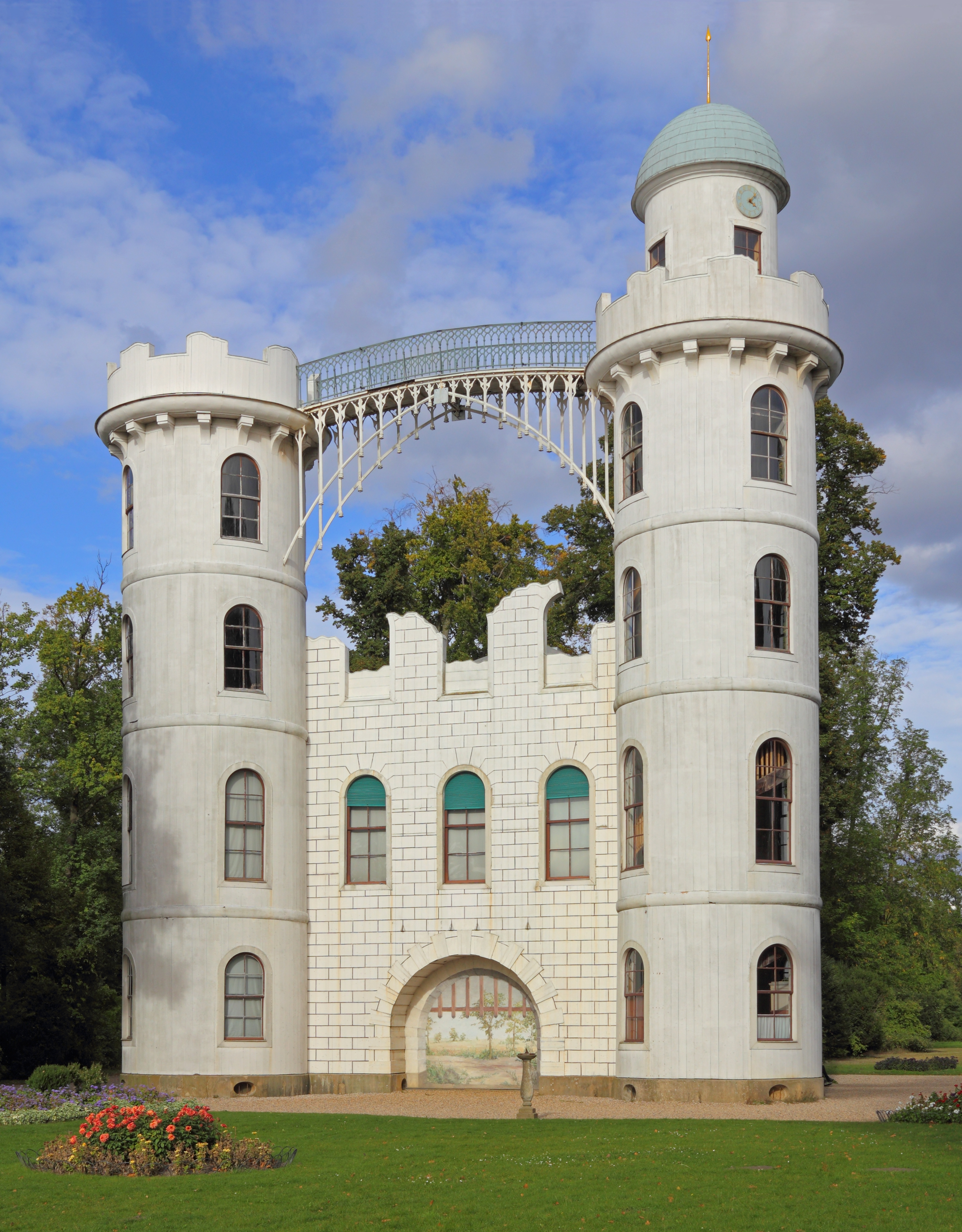
Schloss Pfaueninsel